# Ларго (Флорида)
Ларго (енгл. Largo) град је у америчкој савезној држави Флорида. По попису становништва из 2010. у њему је живело 77.648 становника.

## Демографија
Према попису становништва из 2010. у граду је живело 77.648 становника, што је 8.277 (11,9%) становника више него 2000. године.
|                   | 2010.           | 2000.           |
| Укупно            | 77 648 (100,0%) | 69 371 (100,0%) |
| Белци             | 62 703 (80,75%) | 62 359 (89,89%) |
| Хиспаноамериканци | 6 982 (8,992%)  | 2 902 (4,183%)  |
| Афроамериканци    | 4 312 (5,553%)  | 1 869 (2,694%)  |
| Азијати           | 2 083 (2,683%)  | 1 171 (1,688%)  |
| Остали            | 1 568 (2,019%)  | 1 070 (1,542%)  |